# 帕維利恩鎮區 (密歇根州)
帕維利恩鎮區（英語：Pavilion Township）是位於美國密歇根州卡拉馬祖縣的一個行政鎮區。

## 地方資料
帕維利恩鎮區的面積為94.20平方千米，當中陸地面積為90.70平方千米，而水域面積為3.50平方千米。根據2020年美國人口普查的數據，當地共有人口6387人，而人口密度為每平方千米67.8人。